# Vittorio Maria Vanzo

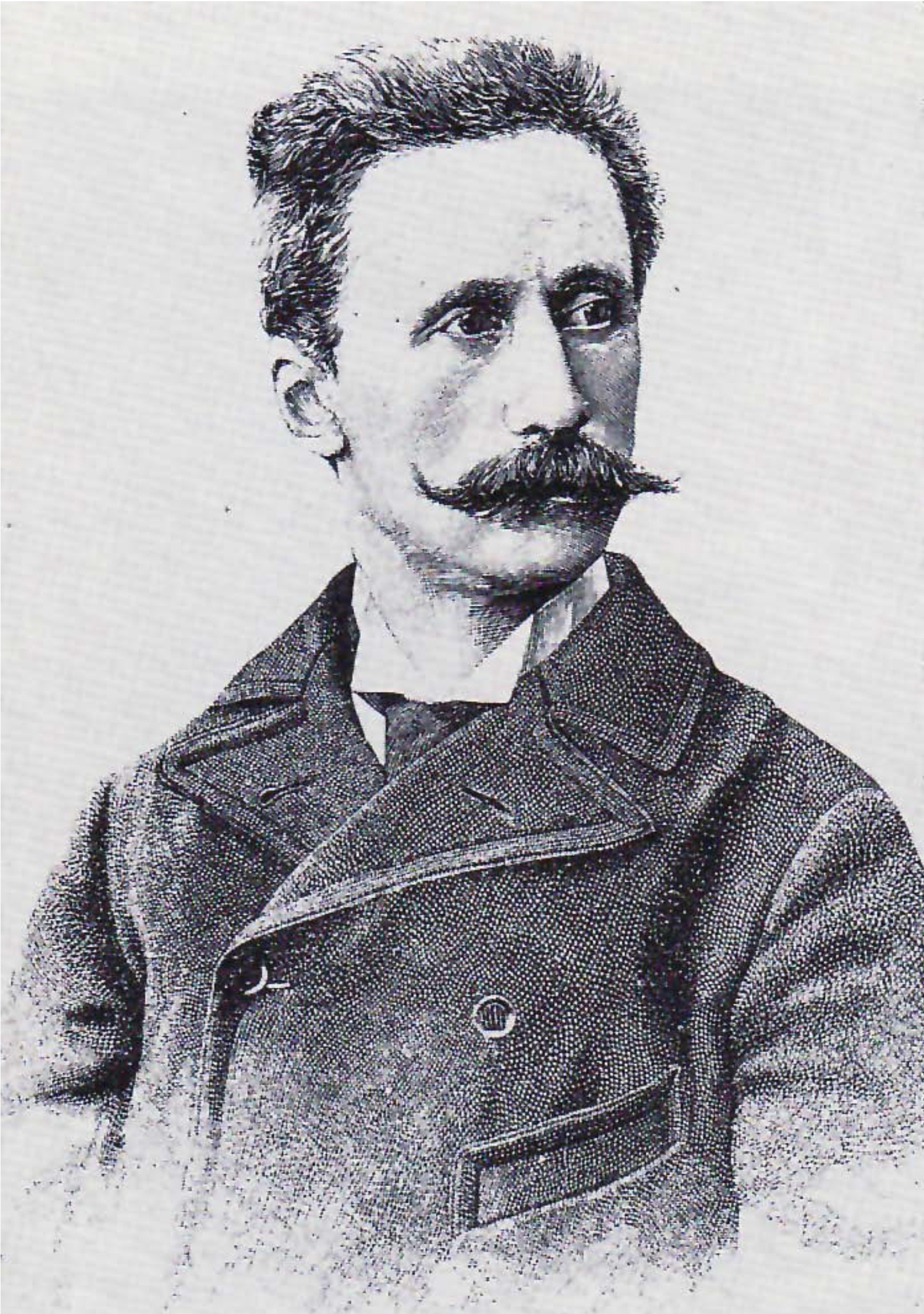
Vittorio Maria Vanzo

Vittorio Maria Vanzo (Padova, 29 aprile 1862 – Milano, 13 dicembre 1945) è stato un direttore d'orchestra, pianista e compositore italiano, appassionato interprete della musica di Wagner diresse varie sue opere anche in prima rappresentazione italiana..

## Biografia
Nacque in una famiglia agiata, suo padre Luigi, dottore in lettere e matematica, era uomo di sentimenti risorgimentali e sua madre una nobildonna della famiglia Storni di Padova.. 
Dotato di spiccato temperamento musicale e incoraggiato dalla madre, studiò sotto la guida del pianista e compositore Melchiorre Balbi, la tecnica del pianoforte che poi affinò frequentando il Conservatorio di Milano dove studiò anche contrappunto con Stefano Ronchetti-Monteviti e composizione con Antonio Bazzini. Si diplomò in composizione nel 1881..
Terminati gli studi, si indirizzò dapprima alla composizione e all’attività pianistica. Per un certo periodo si adattò alla funzione di accompagnatore al pianoforte nella scuola di canto del celebre baritono Felice Varesi, poi si diede al concertismo ed effettuò svariate tournée sia in Italia che all'estero..
Fu noto soprattutto come direttore d'orchestra e, in modo particolare, come interprete wagneriano. Infatti sin dagli anni del conservatorio egli aveva nutrito intensa curiosità per la musica di Richard Wagner. Nel 1883, allo scopo di meglio approfondirne lo studio, si era recato a Bayreuth per poterla ascoltare direttamente nel teatro di quel compositore, il Teatro del Festival. Sempre nel 1883, l'editore Lucca gli affidò la direzione del «Lohengrin», che andò in scena a Parma il 25 dicembre di quell'anno.
Nel 1891 sposò la cantante norvegese Anna Kriebel che accompagnò al pianoforte in vari concerti liederistici e dalla quale ebbe tre figli. Il 22 dicembre di quello stesso anno  diresse la prima esecuzione italiana dell'opera «La Valchiria» di Wagner al Teatro Regio di Torino, opera che poi riprese nel dicembre 1893 al Teatro Comunale di Trieste. Nel 1891 diresse anche «Edgar» di Giacomo Puccini al Teatro del Giglio di Lucca e l'anno seguente lo diresse al «Teatro Regio» di Torino. Inoltre, nel corso della sua carriera, diresse opere di Gomez, Catalani, Massenet, Boito, Leoncavallo, Pergolesi e altri.
Edvard Grieg lo incontrò a Kristiania nel 1897 e, dopo aver ascoltato sue interpretazioni, sia orchestrali che pianistiche, rimase colpito dal suo virtuosismo. 
Dal 1906 abbandonò la carriera direttoriale per dedicarsi alla composizione e all’insegnamento nella sua scuola di canto lirico che aprì a Milano, città in cui morì il 13 dicembre 1945.

### Composizioni
Compose liriche per voce con accompagnamento di pianoforte, musica da camera, una sonata per pianoforte e mandolino nonché un'opera di cui non fu edito lo spartito.

### Annotazioni
1. ↑  Scrisse di lui: “...Non saprei dire se sia più grande...come pianista o come direttore d'orchestra. Certo che, volendolo paragonare a qualche grande pianista, dovrei ricorrere ad Anton Rubinstein o a Franz Liszt...”.

### Fonti
1. 1 2 3   Vittorio Maria Vanzo, su Archivio digitale Ricordi. URL consultato il 10 febbraio 2023.
2. 1 2 3 4 5 6 7 8   Vittorio Maria Vanzo, su Enciclopedia Treccani. URL consultato il 10 febbraio 2023.
3. 1 2 3 4 5 6 7 8 9 10 11   Catalogo Autori Padovani - Vittorio Maria Vanzo (PDF) [collegamento interrotto], su armelin.it, PDF, Edizioni Armelin - Riviera San Benedetto, Padova,  pp. 45-47.
4. 1 2 3 4   Biografie2-Vittorio Maria Vanzo, su La Casa della Musica-Ferrarini. URL consultato il 10 febbraio 2023.
5. ↑   Marcello Conati (a cura di), Interviste e incontri con Verdi, Perugia, Emme Edizioni - Il Formichiere, 1º gennaio 1980,  p. 345.
6. ↑   Aldo Oberdorfer (a cura di), Giuseppe Verdi - Autobiografia dalle lettere, collana Biblioteca Universale Rizzoli, Rizzoli Editore, gennaio 1941,  p. 335.
7. ↑   Invito a concerto - Vanzo Vittorio Maria (PDF), su magia dell'opera. URL consultato il 10 febbraio 2023.